# Westminster Cathedral Choir
El Westminster Cathedral Choir es el coro de la Catedral de Westminster. La catedral está situada en Londres y es el templo principal de la iglesia católica en Inglaterra y Gales. No debe ser confundido con el también famoso coro de la abadía de Westminster de nombre similar: Westminster Abbey Choir, en este caso perteneciente a la iglesia anglicana.

## Historia

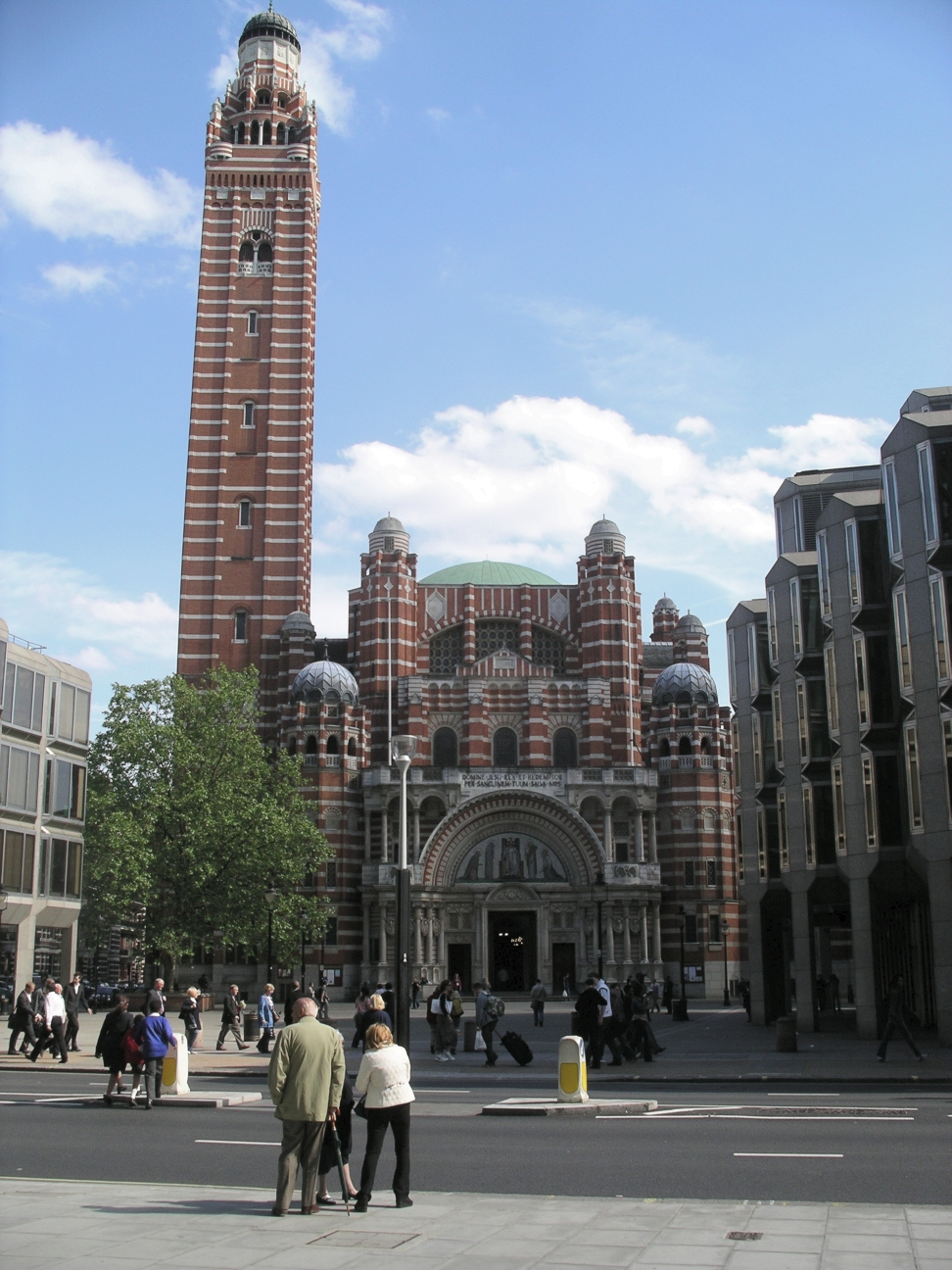
La Catedral de Westminster desde la Calle de Victoria.

El origen del coro se remonta a los comienzos de la catedral, inaugurada en 1903, y se debe a los esfuerzos de su fundador, el cardenal Herbert Vaughan. Su primer Maestro de Música ("Master of Music") fue Sir Richard Runciman Terry, que desempeñó este cargo desde 1901 hasta 1924. Le siguieron otros maestros como George Malcolm, Colin Mawby, Stephen Cleobury, David Hill, James O'Donnell y desde el año 2000, Martin Baker. 

## Discografía

### Álbumes originales

#### Director: George Malcolm
- 1960 – Victoria: Responsories for Tenebrae. Argo ZRG 5149 (1960-LP), Argo SXL 29072 (1974-LP), Argo Eclipse ECS 747 (1975-LP),  Decca 425 078-2 (1994-CD). También se incluye en el recopilatorio descrito más abajo "Música española: Victoria"
- 1960 – Britten: Missa Brevis. Decca CEP 654 (45rpm Single)

#### Director: Colin Mawby
- 1972 – Gounod's Ave Maria, Mozart's Ave Verum Corpus, César Franck's Panis Angelicus and others. Con Simon Lindley y el Westminster String Ensemble. Furness Records EMW 101S stereo  (LP)
- 1976 – Christmas Carols from Westminster Cathedral. Enigma Classics VAR1016 (E349) (LP), Pickwick Records SHM 3150 (1978-LP)

#### Director:Stephen Cleobury
- 1983 – Maurice Duruflé: Requiem. Con el London Symphony Chorus y la London Symphony Orchestra dirigida por Richard Hickox. Argo 448 711-2 DEC
- 1983 – Allegri: Miserere. Victoria, Palestrina, Monteverdi. Con la City of London Sinfonia. Argo 410 005-2

#### Director:David Hill
- ???? – Fauré: Requiem, Messe Basse. Con la City of London Sinfonia. Pickwick IMP PCD 2015. Reeditado en el recopilatorio descrito más abajo"Fauré: Requiem & Choral Favorites" de Regis
- 1984 – Mozart: Requiem. Junto con el Chorus and Orchestra of the Academy of Ancient Music, dirigida por Christopher Hogwood. L'Oiseau Lyre 411 712-2
- 1984 – Mozart: Exsultate, Jubilate. Junto con Emma Kirkby y la Academy of Ancient Music, dirigida por Christopher Hogwood. L'Oiseau Lyre  411 832-2, Decca Eloquence 476 7460
- 1985 – Handel: Esther. Junto con el Chorus and Orchestra of the Academy of Ancient Music, dirigida por Christopher Hogwood. L'Oiseau Lyre 414 423-2
- 1986 – Tomás Luis de Victoria: Ave maris stella, O quam gloriosum. Hyperion CDA66114.
- 1986 – Treasures of the Spanish Renaissance. Hyperion CDA66168
- 1987 – Michael Praetorius: Christmas Music. Con The Parley of Instruments. Hyperion CDA66200
- 1987 – Benjamin Britten: A Ceremony of Carols. Hyperion CDA66220
- 1987 – Tomás Luis de Victoria: O magnum mysterium, Ascendens Christus in altum. Hyperion CDA66190
- 1987 – Tomás Luis de Victoria: Requiem. Hyperion CDA66250.
- 1988 – Tomás Luis de Victoria: Missa Vidi speciosam. Hyperion CDA66129
- 1988 – Palestrina: Missa Papae Marcelli, Missa Brevis. Hyperion CDA66266
- 1988 – Jean Langlais: Missa Salve regina, Messe solennelle. Hyperion CDA66270
- 1989 – Tomás Luis de Victoria: Responsories for Tenebrae. Hyperion CDA66304

#### Director: James O'Donnell
- 1989 – Palestrina: Missa O Rex gloriae, Missa Viri Galilaei. Hyperion CDA66316
- 1990 – Anerio: Requiem. Hyperion CDA66417. Helios CDH55213 (2006).
- 1990 – Masterpieces of Mexican Polyphony. Hyperion CDA66330. Helios CDH55317 (2009).
- 1991 – Palestrina: Missa Ave Maria, Missa Beata Virgine. Hyperion CDA66364
- 1991 – Stravinsky: Symphony of Psalms, Mass, Canticum sacrum. Con la City of London Sinfonia. Hyperion CDA66437
- 1991 – Palestrina: Aeterna Christi munera. Hyperion CDA66490
- 1992 – Masterpieces of Portuguese Polyphony. Hyperion CDA66512. Helios CDH55229 (2007)
- 1992 – Josquin Desprez: Missa Pange lingua. Hyperion CDA66614.
- 1993 – Francisco de Peñalosa: Missa Ave Maria, Sacris solemniis, Missa Nunca fue pena mayor. Hyperion CDA66629.
- 1993 – Morales: Missa Queramus cum pastoribus. Hyperion CDA66635. Helios CDH55276 (2008).
- 1993 – Adeste fideles. Christmas Music from Westminster Cathedral. Hyperion CDA66668
- 1993 – Panis angelicus. Favourite motets from Westminster Cathedral. Hyperion CDA66669
- 1994 – Lassus: Missa Bell' Amfitrit' altera. Hyperion CDA66688. Helios CDH55212 (2005).
- 1994 – Francis Poulenc: Mass in G. Hyperion CDA66664
- 1994 – Tomás Luis de Victoria: Missa Trahe me post te. Hyperion CDA66738
- 1995 – Maurice Duruflé: Requiem. Hyperion CDA66757
- 1996 – Exultate Deo. Masterpieces of Sacred Polyphony. Hyperion CDA66850
- 1996 – Tomás Luis de Victoria: Missa dum complerentur. Hyperion CDA66886
- 1997 – Vierne: Messe solennelle / Widor: Messe à deux chœurs et deux orgues / Dupré: Quatre motets. Hyperion CDA66898
- 1997 – Francisco Guerrero: Missa Sancta et immaculata. Hyperion CDA66910. Helios CDH55313 (2008).
- 1998 – Frank Martin: Mass for double choir, Passacaille / Ildebrando Pizzetti: Messa di Requiem, De profundis. Hyperion CDA67017
- 1998 – Mortuus est Philippus Rex. Music for the life and death of the Spanish King. Hyperion CDA67046. Helios CDH55248 (2009).
- 1999 – Francisco Guerrero: Battle Mass. Missa de la batalla escoutez. Junto con His Majestys Sagbutts & Cornetts. Hyperion CDA67075. Helios CDH55340 (2009).
- 1999 – Palestrina: Missa Ecce ego Johannes. Hyperion CDA67099
- 2000 – Janácek: Mass in E flat / Kodály: Missa Brevis, Laudes organi. Hyperion CDA67147
- ???? – Westminster Mass. Con obras de Tavener, Pärt, Rubbra, Howells & Mawby. Con Roxanna Panufnik. Teldec 3984-28069-2

#### Director:Martin Baker
- 2001 – James MacMillan: Mass and other sacred music. Hyperion CDA67219
- 2003 – Palestrina: Dum Complerentur, Veni Sancte Spiritus and other music from Whitsuntide. Hyperion CDA67353
- 2003 – Resurrexit. The complete Easter Sunday Mass from Westminster Cathedral. Herald HAVP284
- 2003 – Palestrina: Music for Advent and Christmas. Hyperion CDA67396
- 2004 – Maxwell Davies: Mass, Missa parvula and other sacred woks. Hyperion CDA67454
- 2004 – Tomás Luis de Victoria: Ave Regina caelorum and other marian music. Hyperion CDA67479, SACDA67479
- 2005 – Vaughan Williams: Mass in G Minor / Judith Bingham: Mass. Hyperion CDA67503
- 2006 – Christmas Vespers at Westminster Cathedral. Hyperion CDA67522
- 2006 – Brahms: Missa canonica / Joseph Rheinberger: Mass. Hyperion CDA67559
- 2007 – Palestrina: Lamentations. Hyperion CDA67610
- 2009 – From the vaults of Westminster Cathedral. A procession of chant & polyphony. Hyperion CDA67707

### Álbumes recopilatorios
- 1998 – The Music of Westminster Cathedral. Hyperion WCC100

Álbumes recopilatorios junto con otros grupos:
- ???? – Miserere. Religious Choral Music. Decca 467 431-2
- 1992 – Música española: Victoria. Decca Double 433 914-2. Es un doble CD que incluye el álbum:
  - 1960 – Victoria: Responsories for Tenebrae
- 1993 – The Essential Hyperion. Hyperion HYP12
- 1996 – World Of Boy Soprano. PolyGram K.K. (London) POCL 4373
- 2000 – The Essential Hyperion 2. Hyperion HYP20
- 2001 – Christmas through the ages. Hyperion NOEL1
- 2002 – Countdown To Christmas. Junto con English Chorale Choir. K-Tel ECD 3769
- 2005 – Fauré: Requiem & Choral Favorites. Regis 1028. Recopilatorio que incluye el disco:
  - ???? – Fauré: Requiem, Messe Basse
- 2009 – Dreamland. Contemporary choral riches from the Hyperion catalogue. Hyperion HYP41

### Otros álbumes

#### Westminster Cathedral Lay Clerks (Matthew Martin)
- 2009-07 – Victoria: Missa Gaudeamus. Hyperion CDA67748

#### Westminster Cathedral Choristers
- 1986 – Britten: A Boy was Born, Festival Te Deum, Rejoice in the Lamb, A Wedding Anthem. Junto con Corydon Singers. Hyperion CDA66126. Helios CDH55307 (2007)
- 1996 – Mystery of Notre Dame. Chant & Polyphony. Junto con The Orlando Consort. Archiv 453 487, Archiv 477 5004.